# Bahnhof Gōra
Der Bahnhof Gōra (jap. 強羅駅, Gōra-eki) ist ein Bahnhof und zugleich eine Bergbahnstation auf der japanischen Insel Honshū, betrieben von der Bahngesellschaft Hakone Tozan Tetsudō. Er befindet sich in der Präfektur Kanagawa auf dem Gebiet der Stadt Hakone.

## Beschreibung
Gōra ist die westliche Endstation der 15 km langen Hakone-Tozan-Linie. Diese normalspurige Bergbahn führt von Odawara über Hakone-Yumoto bis hierher. Der Kopfbahnhof ist von Süden nach Norden ausgerichtet und liegt im Zentrum des touristisch geprägten Stadtteils Gōra. Nach Westen zeigt die Talstation der Hakone Tozan Cable Car, einer schmalspurigen Standseilbahn von 1,2 km Länge hinauf nach Sōunzan. Beide Strecken gehören zur Bahngesellschaft Hakone Tozan Tetsudō, einem Unternehmen der Odakyu Group. Rund um den Bahnhof sind drei Bushaltestellen angeordnet, von wo aus mehrere Linien der Gesellschaft Hakone Tozan Bus zu verschiedenen Orten in der Umgebung führen.
Die Bergbahn verfügt über zwei Gleise an einem kombinierten Seiten- und Zungenbahnsteig, dessen Dach mit dem Empfangsgebäude verbunden ist. Hingegen ist die Station der Standseilbahn eingleisig (mit zwei Seitenbahnsteigen) und rechtwinklig zum Bahnhof angeordnet. Die Architektur des Empfangsgebäudes ist jener einer alpinen Schutzhütte nachempfunden, auffallend ist vor allem das Satteldach. Das Gebäude diente als Kulisse in zahlreichen Doramas und ist auch in der Anime-Serie Bakusō Kyōdai Let's & Go!! zu sehen.

## Geschichte
Am 1. Juni eröffnete die Bahngesellschaft Odawara Denki Tetsudō (小田原電気鉄道) den Bahnhof, zusammen mit der Hakone-Tozan-Linie nach Hakone-Yumoto. Dasselbe Unternehmen nahm am 1. Dezember 1921 auch die Hakone Tozan Cable Car nach Sōunzan in Betrieb. Das Große Kantō-Erdbeben vom 1. September 1923 richtete schwere Schäden an. Die Bergbahn konnte erst am 24. November 1924 wieder in Betrieb genommen werden, die Standseilbahn am 21. März 1925. 1928 benannte sich die Odawara Denki Tetsudō in Hakone Tozan Tetsudō um und verlängerte die Hakone-Tozan-Linie sieben Jahre später nach Odawara. Zur Unterstützung der Rationierungsmaßnahmen während des Zweiten Weltkriegs stufte die Regierung die Standseilbahn am 10. Februar 1944 als „nicht dringlich“ ein und ordnete ihre Stilllegung und Demontage an. Knapp fünf Jahre nach Kriegsende erfolgte am 1. Juli 1950 die Wiedereröffnung. 1977 wurde das Empfangsgebäude durch einen Neubau ersetzt.

## Bilder

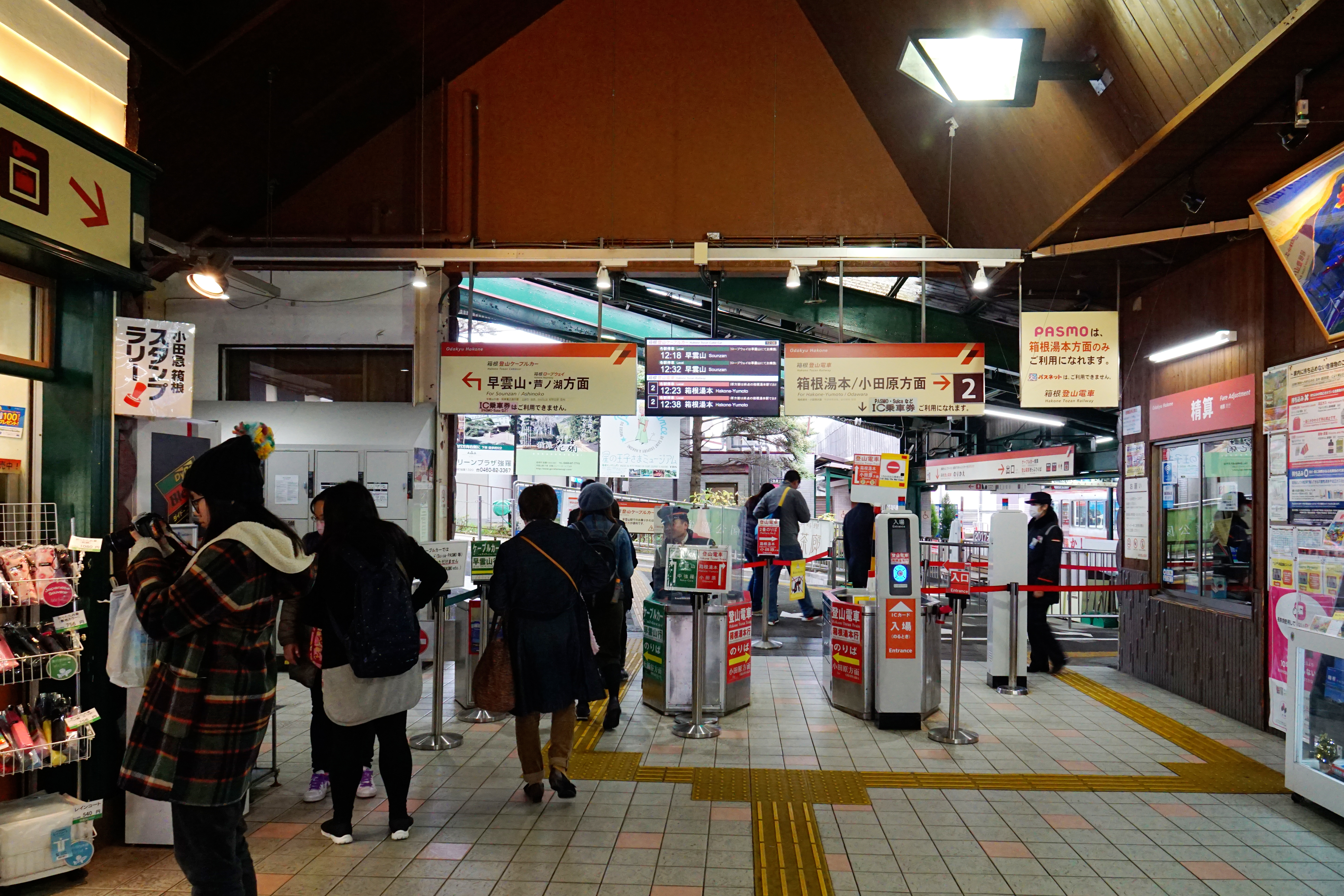
Bahnhofshalle mit Bahnsteigsperren
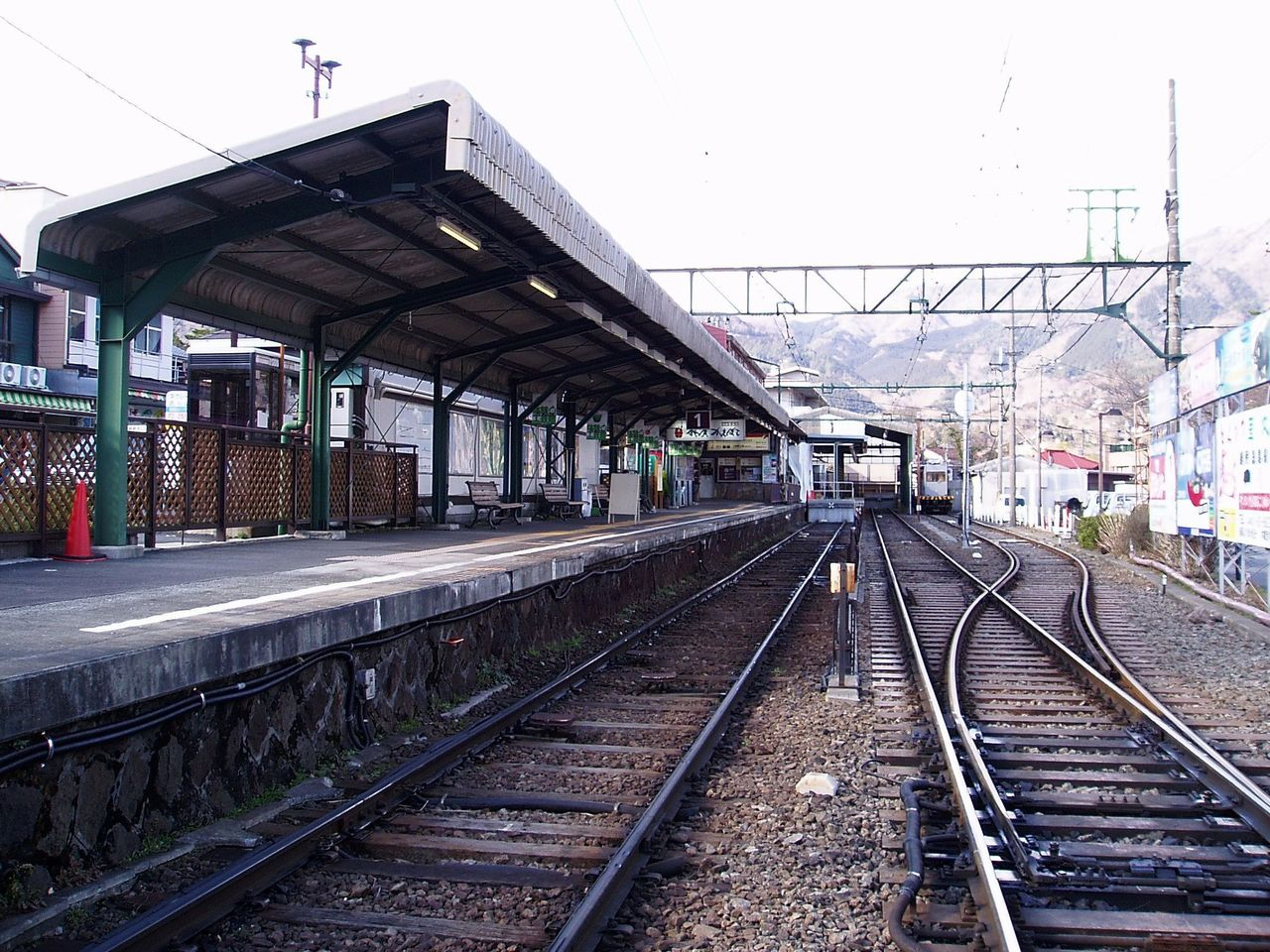
Zungenbahnsteig der Bergbahn
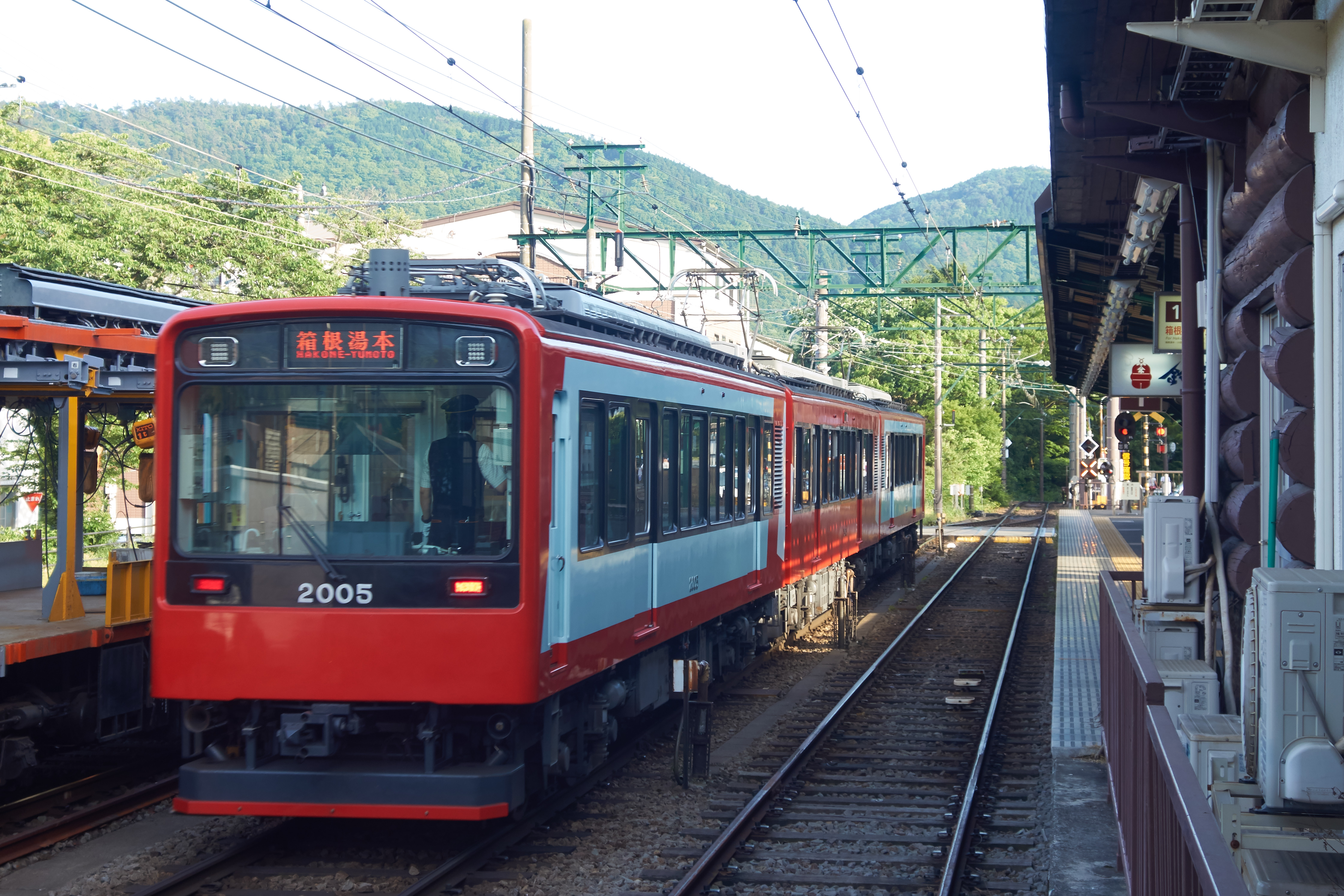
Bergbahn-Triebzug
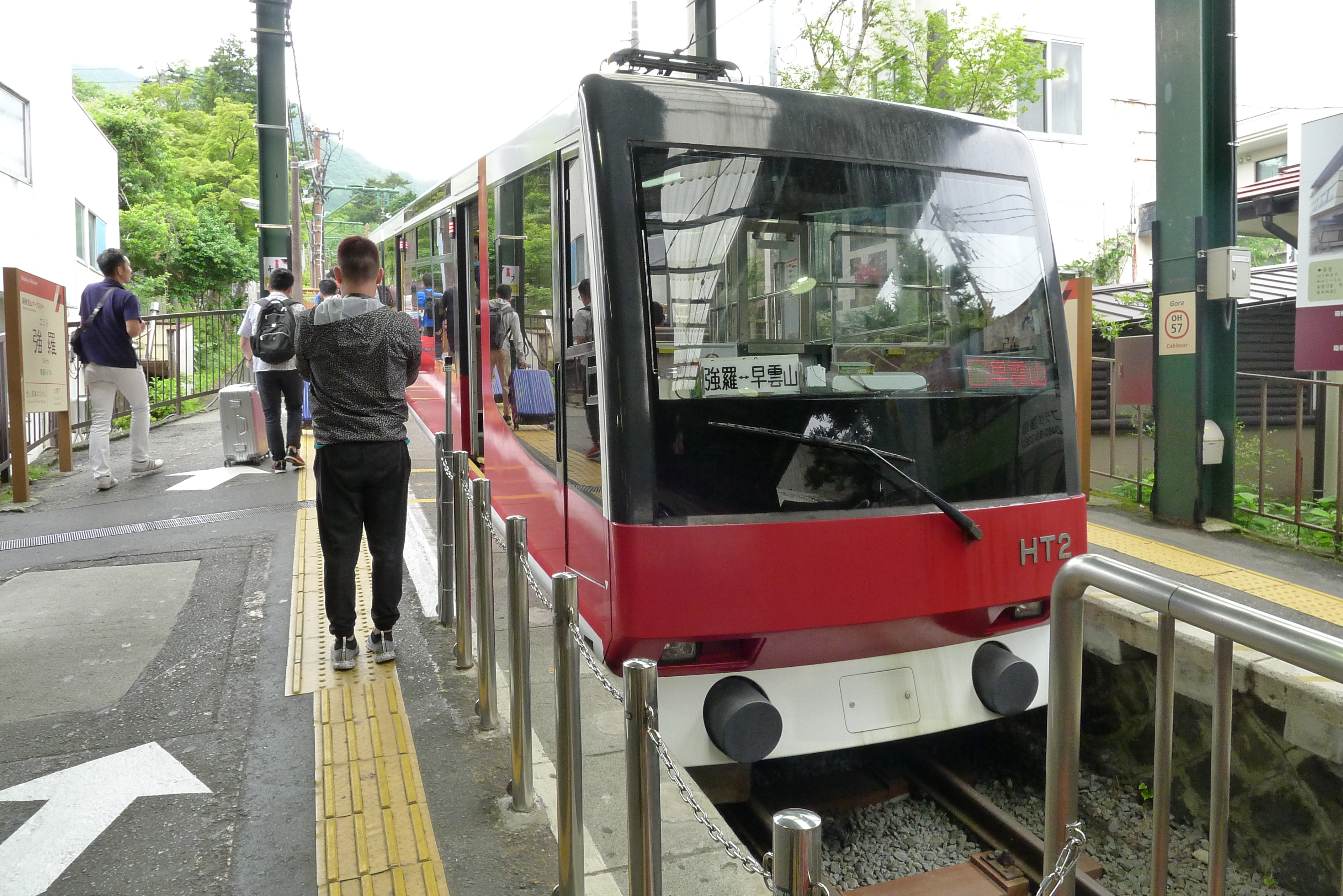
Standseilbahn in der Talstation
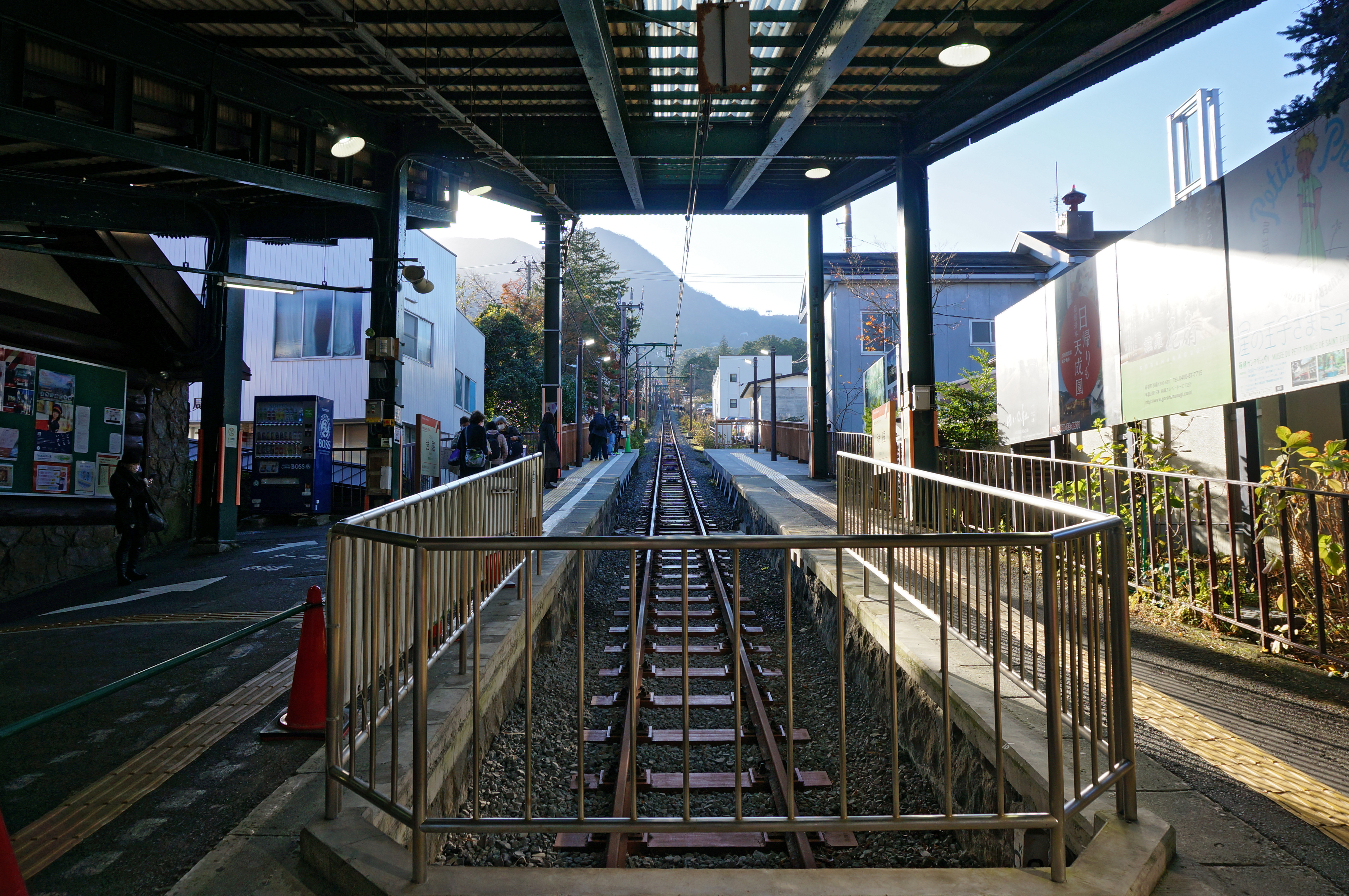
Seilbahnplattform (November 2021)